# ポルカ

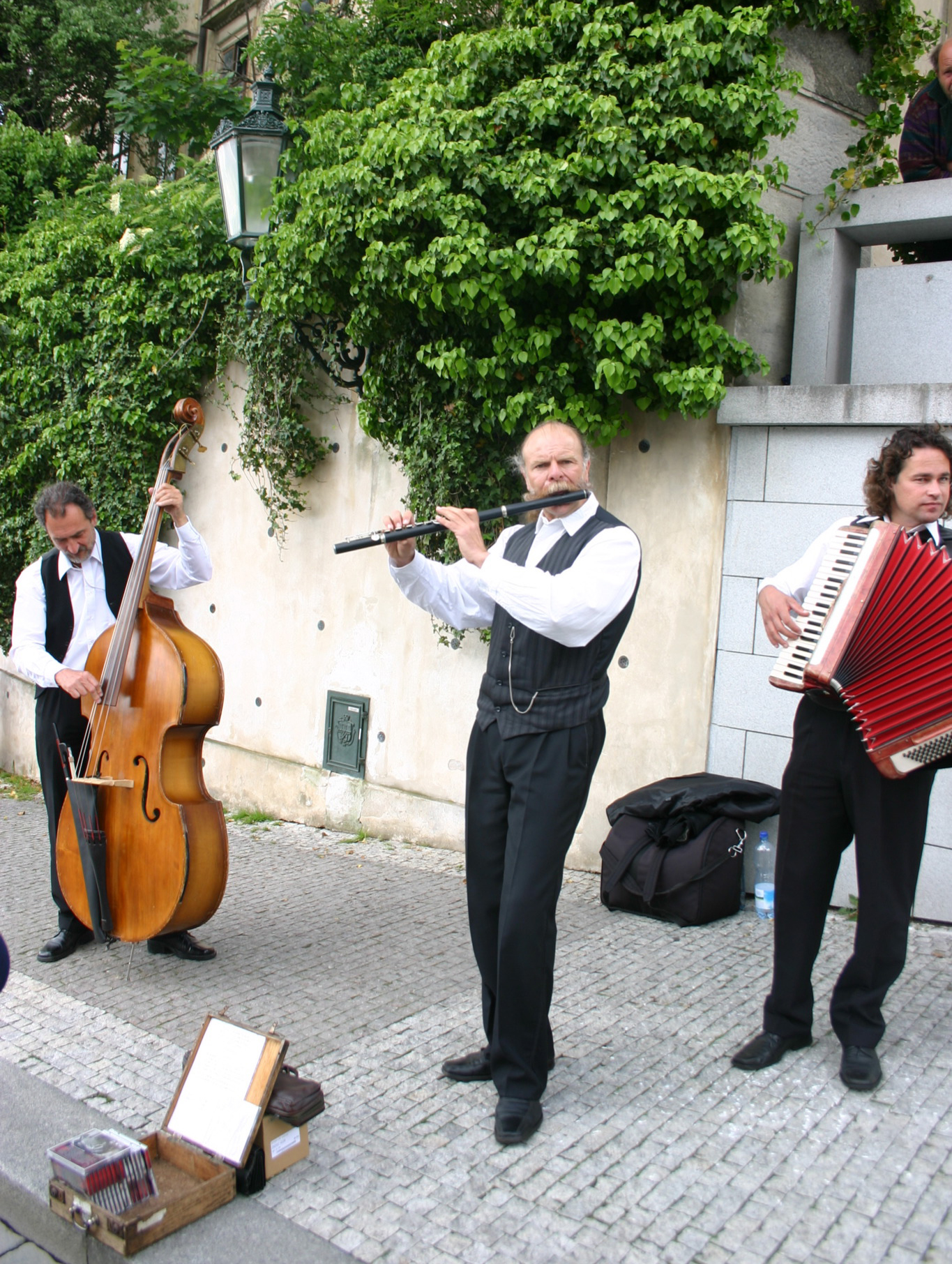
ストリート・ミュージシャンのポルカ演奏（プラハ）

ポルカ（英語・チェコ語など polka）は、1830年頃おこったチェコの民俗舞曲である。

## 概要
1830年にボヘミアのエルベタイニッツ (Elbeteinitz) あるいはティーネツ (Týnec nad Labem) で、地元のアンナ・スレザク (Anna Slezak) が始めたとされる。
速いテンポ、弾んだステップ、短短長（♪♪♩）のリズムが特徴。19世紀前半にワルツやマズルカと並んで舞踏会で重要な役割を果たすようになった。
クラシック作品としては、シュトラウス一家、カール・ミヒャエル・ツィーラー、ヨーゼフ・ヘルメスベルガー親子、フィリップ・ファールバッハ親子、ベドルジハ・スメタナ、アントニン・ドヴォルザーク、ズデニェク・フィビフ、ピョートル・チャイコフスキーらの作品がある。
スメタナは自作にボヘミアのさまざまな民族舞曲を取り入れたが、とくに好んだのがハプスブルク家の圧制に対する抵抗を象徴するポルカで、多数の作品を書いている。
一方当時ボヘミアを支配していたオーストリア帝国の首都ウィーンでもポルカは流行し、ヨハン・シュトラウス2世は160曲以上のポルカを書いた。『トリッチ・トラッチ・ポルカ』、『ピツィカート・ポルカ』（ヨーゼフとの合作）などは有名。当時のポルカはワルツと同様に2人がペアになって踊るものだったが、抱き合って旋回するワルツがしばしば非難されたのに対し、素朴で明るく健全なポルカは19世紀のヨーロッパで広く受け入れられた。
1950年代後半には、ドイツのウィル・グラーエらの演奏により、「ビヤ樽ポルカ」や「リヒテンシュタインポルカ」 (Liechtensteiner Polka) などがヒットパレードとして世界的な流行となり、南ドイツや世界各地で行われるビール祭り「オクトーバーフェスト」にも好んで演奏されている。
ポーランドでは、2拍子のポルカのほか、「トラムブランカ (tramblanka) 」、「ポルカ・トラムブランカ (polka tramblanka) 」、「トラムポルカ (trampolka) 」という、3拍子のポルカもある。これはポーランドの3拍子の伝統舞曲にポルカのアレンジを加えたものである。フランスやドイツでは「ポルカ・マズルカ (polka mazurka) 」と呼ばれ、ヨーゼフ・シュトラウス、ヨハン・シュトラウス2世らが作曲している。
スロベニアではスラフコ・アヴセニク (Slavko Avsenik) などが確立したスロヴェンスカ・ポルカ（スロヴェニアン・フォーク）が人気を博している。スロベニア国内でもポップス化したほか、アルプスを越えたオーストリアやドイツでのアヴセニクの活動により、これらの国のフォルクスムジークにも大きな影響を与え、バンドサウンドと融合させたアルペンロックというジャンルが誕生した。

## ポーレチケ
ポーランド語では名詞に指小辞を付けて「小さい」「少し」といったニュアンスを出す表現がよく用いられ、「ポルカ (polka) 」に対しても「ポレチュカ (poleczka) 」という指小形がある。逐語訳は「ポルカちゃん」。「ポレチュカを踊りましょう」は、「ちょっとしたポルカを踊りましょう」の意味で、日本語による意訳は「さあ、ポルカを踊りましょう」。
この名詞「poleczka」の格変化形の1つである対格の「ポレチュケン (poleczkę) 」が、日本では「ポーレチケ」という読み方で知られ、ポーランドの作曲家タデウシュ・スィギェティンスキ (Tadeusz Sygietyński) 編曲のポーランド民謡「ポルカ・トランブランカ」 (Polka Tramblanka) の日本語訳「踊ろう楽しいポーレチケ」（小林幹治の訳詞により、1962年にNHKの『みんなのうた』で紹介された）に使われている。
日本語歌詞「ポーレチケのリズムに…」にあたる部分のポーランド語原文は「zagrajcie nam poleczkę（私たちのためにポレチュカを演奏してください）」であり、名詞「poleczka」が動詞「zagrać」（zagrajcieは第二人称複数に対する命令形）の目的語となり対格形をとっている。日本ではこの「poleczkę」の部分がそのまま抜き出され、「ポーレチケ」という形で定着したものと思われる。
「踊ろう楽しいポーレチケ」は3拍子で、厳密に分類した場合はトラムブランカにあたる。上述のように作曲者も「ポルカ・トランブランカ」と題しているが、歌詞の中ではこれを「ポレチュカ」と呼んでいる。